# Llei Orgànica d'Universitats
La Llei Orgànica d'Universitats (LOU), és una llei espanyola, la Llei Orgànica 6/2001, que va derogar la Llei Orgànica de Reforma Universitària de 1983, coneguda també com a Llei de Reforma Universitària (LRU), la qual va ser la primera llei que va configurar l'estructura i govern de les Universitats espanyoles adaptant aquesta Institució als preceptes de la Constitució Espanyola de 1978. La LOU, al seu torn, ha estat modificada per la Llei orgànica 4/2007,d'Universitats. La llei d'Universitats aprovada en 2001 va reformar l'educació universitària i va ser promulgada el 21 de desembre de 2001 pel segon govern del José María Aznar (PP). El procés d'aprovació de la llei d'Universitats del 2001 va tenir molta oposició social, generant grans manifestacions estudiantils.
En el discurs d'investidura del nou president del govern, José Luis Rodríguez Zapatero (PSOE, que es va oposar frontalment des de l'oposició), es va dir que anava a ser reformada immediatament, cosa que es va realitzar en el 2007, previs decrets per a l'adaptació al denominat Procés de Bolonya per iniciar l'Espai Europeu d'Educació Superior. La llei resultant de la modificació de la LOU és la Llei Orgànica 4/2007, de 12 d'abril, per la qual es modifica la Llei Orgànica 6/2001, de 21 de desembre, d'Universitats, novament coneguda com a LOU o LOMLOU.